# Film Noir (Film)
Film Noir ist der Titel eines Animationsfilms aus dem Jahr 2007, der, in Schwarzweiß gezeichnet, einige Farbeffekte aufweist. So sind zum Beispiel Wasser, Leuchtreklame, Lippenstift, Nagellack, Blut oder die Pupillen koloriert. Der Film ist dem Neo-Noir zuzuordnen und enthält typische Merkmale eines Kriminalfilms der 1930er-Jahre. Der Protagonist fungiert gleichzeitig als Erzähler. 

## Handlung
Der Protagonist erwacht mit einer Waffe in der Hand neben einem toten Polizisten. 
Er hat sein Gedächtnis verloren und nichts was ihn auf seine Identität schließen lässt. Lediglich ein Mobiltelefon, auf dem ihn öfter mysteriöse Leute anrufen, liefert ihm einige Anhaltspunkte. 
Bevor die Polizei eintrifft, verlässt er den Tatort und begibt sich auf die Suche nach seiner Identität. In der Hoffnung, dass niemand dort ist, fährt er mit dem Wagen des toten Polizisten zu dessen Haus, nur um in dessen Überraschungs-Geburtstagsparty reinzuplatzen mit zehn weiteren Polizisten und dessen Familie. 
Mit Mühe gelingt es ihm, von dort zu entkommen. Durch einen weiteren Anruf auf seinem Handy erfährt er, dass er wohl Ruben mit Nachnamen heißt. Er findet den Namen Ruben in einem Telefonbuch, es handelt sich dabei um einen Privatdetektiv. Sofort geht er zu dem Büro von Ruben, wo er nur dessen Sekretärin vorfindet, die ihn allerdings nicht als Ruben, sondern als jemand anderen erkennt. Der Protagonist verlangt nach einem Treffen mit Ruben, dieser befindet sich aber nach Aussage seiner Sekretärin auf Geschäftsreise. Kaum hat er das Büro verlassen, klingelt sein Handy und Rubens Sekretärin erzählt ihm das eben ein gewisser David Hudson nach ihm verlangt hat. Sein Name ist also David Hudson und aus welchen Gründen auch immer, führt er das Handy von Sam Ruben mit sich.
Er stellt weitere Nachforschungen über sein altes Leben an und findet heraus, dass David Hudson ein Drogendealer und Sadist ist. So ziemlich alle Menschen, auf die er trifft, wollen ihn entweder töten oder verachten ihn aus tiefstem Herzen. Aber nicht nur unbekannte Menschen, sondern auch die Polizei jagt ihn noch immer wegen des Mordes an einem Polizisten. Er flüchtet in seine Wohnung und trifft dort auf den echten David Hudson der ihm direkt eine Kugel in die Brust jagt. Doch statt zu sterben, wird er von einer Nachbarin ins Krankenhaus gebracht und dort wieder gesund gepflegt. 
Dabei fällt ihm wieder alles ein, er ist in Wahrheit Sam Ruben und hat einen Mediziner dafür bezahlt, dass sein Gesicht wie das von David Hudson aussieht, um so besser dessen Umfeld zu infiltrieren. Ihm wurde eine Million versprochen, wenn er David Hudson ausfindig macht, da aber viele Hudson tot sehen wollen, wurde ihm das Gesicht zum Verhängnis. Nach seiner Genesung findet er den Grund, warum er auf Hudson angesetzt wurde, dieser hatte mitgefilmt, wie ein wichtiger Manager an einem rituellen Mord teilgenommen hatte, und ihn damit erpresst. Es ist klar, dass dieser Mann auch die Mörder auf ihn angesetzt hat. Als er nach weiterer Recherche dann diesen Snuff-Film in die Hände bekommt, bringt er damit den Manager hinter Gitter und verlässt die Stadt.

## Produktion und Veröffentlichung
Der Film entstand unter der Regie von D. Jud Jones, der auch das Drehbuch schrieb, und Risto Topaloski bei EasyE Films. Produzent war Miodrag Certic und die Musik komponierte Mark Keller. Die künstlerische Leitung lag bei Raymond Penn. 
Premiere des Films war auf dem Belgrade International Film Festival am 2. März 2007. Es folgten Vorführungen auf weiteren Festivals in Europa und Amerika. 2008 kam der Film Noir in Griechenland, Ungarn und Mexiko in die Kinos.

## Synchronisationen
| Rolle                                                          | Englische Sprecher    | Deutsche Sprecher        |
| -------------------------------------------------------------- | --------------------- | ------------------------ |
| Held / Sam                                                     | Mark Keller           | Tom Vogt                 |
| Detective Riley                                                | Roger Jackson         | Engelbert von Nordhausen |
| Bankdirektor                                                   | Roger Jackson         | Eberhard Prüter          |
| DaVinci                                                        | Roger Jackson         | Roland Hemmo             |
| Dr. Kaplanski                                                  | Roger Jackson         | Erich Räuker             |
| Honest George                                                  | Roger Jackson         | Hans-Werner Bussinger    |
| Bärtiger Mann / Dr. Barnes / TV Reporter / Krumb               | Roger Jackson         |                          |
| Randall Stern                                                  | Jeff Atik             | Reinhard Kuhnert         |
| Pförtner / Schläger / Kassierer                                | Jeff Atik             |                          |
| Samantha                                                       | Kristina Negrete      | Sonja Spuhl              |
| Angela / Stripper / Mrs. Lopes / Police Dispatcher             | Bettina Devin         |                          |
| Susan                                                          | Victoria Ryan O’Toole |                          |
| Fernsehreporter / Krumbs Frau / Tänzerin / Empfangsmitarbeiter | Elaine Clark          |                          |
| Krumbs Tochter / Tänzerin                                      | Amy Provenzano        |                          |

## Kritiken
Das Lexikon des internationalen Films urteilt, dass Film Noir wegen seiner „grobschlächtigen 3D-Gestaltung und seiner überkonstruierten Handlung nicht zu überzeugen vermag“.